# Кенрик, Джарвис
Джарвис Кенрик (англ. Jarvis Kenrick; 13 ноября 1852 — 29 января 1949) — английский футболист. Автор первого гола в истории Кубка Англии, старейшего футбольного турнира в мире.

## Биография
Уроженец Чичестера, Сассекс, Кенрик выступал за футбольный клуб «Клэпем Роверс». 11 ноября 1871 года забил первый гол в истории Кубка Англии в ворота клуба «Аптон Парк». В той игре он забил два мяча.
В дальнейшем перешёл в клуб «Уондерерс», в составе которого трижды подряд выигрывал Кубок Англии (в 1876, 1877 и 1888 годах, причём в двух последних финалах он забивал). Провёл за «Уондерерс» 51 официальный матч, забив в них 20 мячей.
Кроме футбола также занимался крикетом. Выступал за крикетный клуб графства Суррей.
С 1904 по 1909 года был почётным секретарём ассоциации крокета.
Его сестра, Маргарет Кенрик, вышла замуж за товарища Джарвиса, футболиста «Уондерерс» Фрэнсиса Берли.

## Достижения
Уондерерс
- Обладатель Кубка Англии (3): 1876, 1877, 1878